# Тетро, Тони
Энтони Джин Тетро (англ. Tony Tetro; род. 1950, Fulton, Нью-Йорк), более известный как Тони Тетро, — фальсификатор картин, известный своим перфекционизмом в копиях произведений искусства, созданных в 1970-х и 1980-х годах. Тетро никогда не получал профессиональных уроков живописи, но учился по книгам, рисуя и экспериментируя. В течение трёх десятилетий Тетро подделывал работы Рембрандта, Жоана Миро, Марка Шагала, Сальвадора Дали, Нормана Рокуэлла и других. Картины и литографии Тетро, известные своим перфекционизмом, продавались арт-дилерами и аукционными домами как подлинные произведения и висели в музеях и галереях по всему миру. Его поймали после того, как Хиро Ямагата обнаружил подделку его собственных работ, выставленных на продажу в одной из галерей.
В 1991 году Гэри Хелтон, следователь окружного прокурора Калифорнии, назвал Тетро «одним из двух главных фальсификаторов произведений искусства в Соединенных Штатах».

## Биография
Тетро родился в Фултоне, округ Освего, Нью-Йорк, в семье Беатрис и Джеймса Тетро, который работал, маляром. В детстве мать Тетро однажды наблюдала, как Амелия Эрхарт сажает свой самолет на пастбище их семьи. Его отец разработал специальный процесс для покрытия водонапорных башен.
Тетро был алтарником. Первые неприятности, связанные с его творчеством, произошли во время учебы в церковно-приходской школе в Фултоне, где он нарисовал одну из монахинь в стиле девушек Альберто Варгаса и в хабитусе. Монахиня ударила его и отвела к священнику.
В 16 лет Тетро женился на своей школьной подруге; она забеременела, и в 17 лет он стал отцом. В 1969 году переехал в Южную Калифорнию и устроился продавцом мебели. Через несколько лет супруги развелись.

### Подделки произведений искусства
К 1973 году Тетро изучал искусство, читая книги и посещая музеи. Он не получил профессионального образования в области искусства и не стремился выработать свой собственный стиль, но ему нравилось рисовать, и он любил копировать мастеров. Он обнаружил, что эти упражнения дают ему больше знаний об искусстве, позволяют понять, почему художник сделал ту или иную вещь, чего не даёт простой взгляд на картину. Он узнал о бумаге и холсте, экспериментировал, пытаясь найти способы получения кракелюра, характерного для старых картин. Пока ещё в виде хобби, он начал продавать свои копии на художественных ярмарках. Затем он начал копировать фотографии и писать портреты. Его хобби превратилось в бизнес, и он стал известен в кругах состоятельных покупателей. В 1980-х годах рынок искусства расширился, и, по словам одного лос-анджелесского арт-дилера, некоторые люди были больше озабочены соответствием своего ковра, чем подлинностью картины. Репродукции пользовались спросом, и у Тетро была репутация человека, который делал безупречные копии, даже ездил в Европу, чтобы купить деревянные подрамники и холсты, на которых работал тот или иной художник. Он говорил, что никогда не рекламировал свои картины и литографии как оригиналы, и на его визитной карточке было написано: «Тони Тетро. Художественные репродукции». Дилеры говорили ему, что его работы будут продаваться людям, которые не могут позволить себе оригиналы.
Тетро подделывал работы как современных художников, так и старых мастеров, включая Рембрандта, Жоана Миро, Марка Шагала, Сальвадора Дали и Нормана Роквелла. Помимо копирования картин, Тетро сделал точную копию Ferrari TR 1958 года, вложив в неё несколько сотен тысяч долларов за шесть лет. Один владелец галереи в Венеции, Калифорния, назвал Тетро «блестящим умом» и «гением».
Со временем Тетро стал иметь успех и богатство, владел трёхуровневым кондоминиумом, Rolls-Royce Silver Spirit, двумя Ferraris (в дополнение к своей реплике) и Lamborghini Countach. Он играл в азартные игры в Монте-Карло и часто ездил в Париж и Рим. Не имея видимого источника дохода, он привлёк внимание местной полиции и жители предполагали, что он наркодилер, и его машину часто обыскивали. Тетро отрицал, что он наркодилер, но чем больше он защищал себя, тем меньше ему верили. Только после его ареста эти слухи были опровергнуты, что стало своего рода облегчением для Тетро, который гордился тем, что его наконец-то признали художником.

### Арест и последствия
Его подделки были обнаружены в конце 1988 года, после того как художник Хиро Ямагата обнаружил поддельную работу, выставленную на продажу в галерее Беверли-Хиллз. Полиция нашла 250 подделок во время обыска дома Тетро в апреле 1989 года, и его обвинили в сговоре с арт-дилером Марком Генри Савицки с целью обмана четырёх других арт-дилеров путём продажи им подделок. Гэри Хелтон, следователь окружной прокуратуры, назвал Тетро «одним из двух главных фальсификаторов произведений искусства в Соединенных Штатах».
Тетро был арестован и предстал перед судом в Лос-Анджелесе в 1989 году. Ему было предъявлено 44 обвинения в фальсификации и одно обвинение в сговоре. Расходы на его защиту заставили его ликвидировать свои активы и разорили его финансово. Его адвокату платили наличными до тех пор, пока Тетро, не имея средств, не подал заявку на государственного защитника и не получил его.
Тетро пытался представить себя не как фальсификатора произведений искусства, а как «имитатора», который копировал работы, но не собирался продавать их выдавая за оригиналы. На суде он обвинял в мошенничестве арт-дилеров и говорил, что они заказали ему создание копий картин. Его первый суд закончился ошибкой, когда присяжные зашли в тупик после 17 часов обсуждения и сдались после третьего голосования. Чтобы вынести обвинительный приговор, присяжные должны были убедиться в намерении Тетро совершить мошенничество. Окружной прокурор решил повторно рассмотреть это дело. Не имея больше ни денег, ни имущества, чтобы оплатить защиту, в феврале 1993 года Тетро признал себя виновным в шести случаях подлога, одном случае сговора и одном случае попытки кражи. Часть его приговора включала 200 часов общественных работ, в ходе которых он должен был нарисовать фреску на общественном здании. Он также был приговорён к шести месяцам в программе освобождения от работы, где он рисовал прототипы фресок для безопасности движения, и к пяти годам испытательного срока. Освобождён из тюрьмы в 1994 году.
В ожидании суда в 1989 году Тетро был показан в документальном фильме BBC. На сайте научно-технического журнала BBC «Focus» есть статья о том, как подделать шедевр по методике Тетро. 17 декабря 1991 года он был показан в эпизоде Nova под названием «The Fine Art of Faking It».
В 2024 году книга Тони Тетро и Джампьеро Амбрози Con/Artist: The Life and Crimes of the World’s Greatest Art Forger получила премию Listen Award от Американской библиотечной ассоциации.
В настоящее время Тетро создает копии и пастиши для частных клиентов. Он продолжает использовать технику, которую применял при изготовлении подделок, но по решению суда обязан подписывать все свои работы. У Тетро есть дочь и несколько внуков. На картине под названием «Мона Сабрина» Тетро изобразил портрет своей внучки в образе «Моны Лизы» Леонардо да Винчи.
В мае 2011 года австралийская гостиничная группа Art Series объявила конкурс, в котором люди, остановившиеся на ночь в одном из ее отелей, могут попытаться угадать оригинал Уорхола из ряда подделок, созданных «величайшим в мире живым фальсификатором искусства» Тони Тетро. Люди, выбравшие оригинал, могут выиграть подлинник Уорхола (заявленная стоимость которого составляет 20 000 долларов). Те, кто выбрал неправильно, могли получить «Уорхола от Тони Тетро».
Рекламный трюк вызвал споры. Хотя исполнительный директор отеля Art Series Уилл Диг заявил, что Фонд Уорхола одобрил конкурс при условии, что изображения не будут использованы в рекламных материалах, Фонд, по его словам, «был потрясен, узнав, что отель считает разумным заказывать подделки в попытке рекламировать свои услуги». Доцент Робин Слоггетт, директор Центра консервации культурных материалов при Мельбурнском университете и эксперт по проверке подлинности произведений искусства, вышла из состава комиссии по продвижению конкурса, в которую входили Тетро, арт-дилер Джон Бакли и писательница Линда Джайвин, когда узнала о заказных подделках.
В ноябре 2019 года стало известно, что четыре из семнадцати картин, которые Джеймс Стант одолжил для выставки в особняке Дамфрис Хаус, на самом деле не были работами Пикассо, Дали, Моне и Шагала, а являлись подделками, написанными Тетро. Позднее картины были сняты с экспозиции.